# Salacia viridiflora
Salacia viridiflora är en benvedsväxtart som beskrevs av J. Louis och Rudolf Wilczek. Salacia viridiflora ingår i släktet Salacia och familjen Celastraceae. Inga underarter finns listade.